# Бримин Кипроп Кипруто
Бримин Кипроп Кипруто (енгл. Brimin Kiprop Kipruto; Коркитони, 31. јул 1985.) кенијски је атлетичар, тркач на средње стазе који се специјализовао за трку на 3.000 метара са препрекама. Његов лични рекорд од 7:53,64 минута, био је некада афрички рекорд на 3.000 метара стипл и само 0,01 секунде споији од некадашњег светског рекорда Саифа Саида Шахина.
Кипруто је освојио сребрну медаљу на Олимпијским играма 2004. и златну медаљу на Олимпијским играма у Пекингу 2008. Освајач је бронзане медаље на Светском првенству 2005. и златне медаље на Светском првенству 2007.

## Каријера
На Светском првенству за млађе јуниоре 2001. у Дебрецину, у Мађарској, завршио је други у трци на 2.000 метара стипл. На Светском првенству за јуниоре 2004. такмичио се у трци на 1.500 метара и завршио трећи.
Кипруто је освојио сребрну медаљу у трци на 3.000 м стипл на Олимпијским играма 2004. На Светском првенству у Хелсинкију 2005. освојио је бронзану медаљу у истој дисциплини. 
2007. освојио је златну медаљу на Светском првенству у Осаки. На Олимпијским играма у Пекингу 2008. Кипруто је освојио златну медаљу. На Светском првенству 2009. завршио је као седми.

## Лични рекорди
- 1.500 метара – 3:35,23 (2006)
- 3.000 метара – 7:47,33 (2006)
- 2.000 метара са препрекама – 5:36,81 (2001)
- 3.000 метара са препрекама – 7:53,64 (2011)

## Међународна такмичења
| Представљајући Кенију | Представљајући Кенију              | Представљајући Кенију        | Представљајући Кенију | Представљајући Кенију | Представљајући Кенију |
| Година                | Такмичење                          | Место                        | Пласман               | Дисциплина            | Резултат              |
| --------------------- | ---------------------------------- | ---------------------------- | --------------------- | --------------------- | --------------------- |
| 2001                  | Светско првенство за млађе јуниоре | Дебрецин, Мађарска           | 2.                    | 2.000 м стипл         | 5:36.81               |
| 2004                  | Светско првенство за јуниоре       | Гросето, Италија             | 3.                    | 1.500 м               | 3:35.96               |
| 2004                  | Олимпијске игре                    | Атина, Грчка                 | 2.                    | 3.000 м стипл         | 8:06.11               |
| 2005                  | Светско првенство у кросу          | Сент Етјен, Француска        | 37.                   | Трка сениора на 4 км  | 12:26                 |
| 2005                  | Светско првенство                  | Хелсинки, Финска             | 3.                    | 3.000 м стипл         | 8:15.30               |
| 2006                  | Светско првенство у кросу          | Фукуока, Јапан               | 18.                   | Трка сениора на 4 км  | 11:17                 |
| 2007                  | Светско првенство                  | Осака, Јапан                 | 1.                    | 3.000 м стипл         | 8:13.82               |
| 2008                  | Олимпијске игре                    | Пекинг, Кина                 | 1.                    | 3.000 м стипл         | 8:10.34               |
| 2009                  | Светско првенство                  | Берлин, Немачка              | 7.                    | 3.000 м стипл         | 8:12.61               |
| 2012                  | Олимпијске игре                    | Лондон, Уједињено Краљевство | 5.                    | 3.000 м стипл         | 8:23.03               |
| 2015                  | Светско првенство                  | Пекинг, Кина                 | 3.                    | 3.000 м стипл         | 8:12.54               |
| 2016                  | Олимпијске игре                    | Рио де Жанеиро, Бразил       | 6.                    | 3.000 м стипл         | 8:18.79               |
| 2017                  | Светско првенство                  | Лондон, Уједињено Краљевство | 23.                   | 3.000 м стипл         | 8:33.33               |

## Снимци
- Бримин Кипроп Кипруто побеђује у финалу трке на 3.000 метара стипл на Олимпијским играма у Пекингу 2008.
- Бримин Кипроп Кипруто побеђује у финалу трке на 3.000 метара стипл на Светском првенству у Осаки 2007.